# Armando Aldegalega
Armando Rodrigues Aldegalega (ur. 23 listopada 1937 w Setúbal) – portugalski lekkoatleta (długodystansowiec), uczestnik igrzysk olimpijskich w Tokio 1964 r. i Monachium 1972 r.

## Osiągnięcia
Aldegalega wystartował na igrzyskach olimpijskich w 1964 r. w maratonie. Zawody odbyły się 21 października 1964 r. Do mety dobiegł w czasie 2:38:02,2 co pozwoliło mu na zajęcie 44. miejsca.
Dwukrotnie wystąpił w maratonie na mistrzostwach Europy – w 1969 był 25., a w 1971 zajął 15. lokatę.
Podczas igrzysk olimpijskich w Monachium (1972) ponownie wziął udział w biegu maratońskim. Zawody odbyły się 10 września 1972 r. Tym razem dystans 42,195 km przebiegł w czasie 2:28:24,6 co pozwoliło mu na zajęcie 41. miejsca. Na igrzyskach w Monachium Aldegalega pełnił funkcję chorążego reprezentacji Portugalii.
19-krotny złoty medalista mistrzostw kraju: 2 tytuły na 5000 metrów (1967 i 1969), 5 na 10 000 metrów (1962, 1964, 1967, 1969 i 1971), 10 w biegu maratońskim (1964, 1966–1969, 1971–1974 i 1980) oraz 2 w biegu na 3000 metrów z przeszkodami (1964 i 1968). Dziesięć tytułów mistrza kraju w maratonie czyni go jednym z najbardziej utytułowanych pod tym względem lekkoatletów na świecie.
Z powodzeniem rywalizował w zawodach weteranów, zdobywając złote medale w różnych kategoriach wiekowych i na różnych dystansach podczas mistrzostw świata i Europy.

## Rekordy życiowe
- maraton – 2:20:02 (1971)